# Ute Krafft

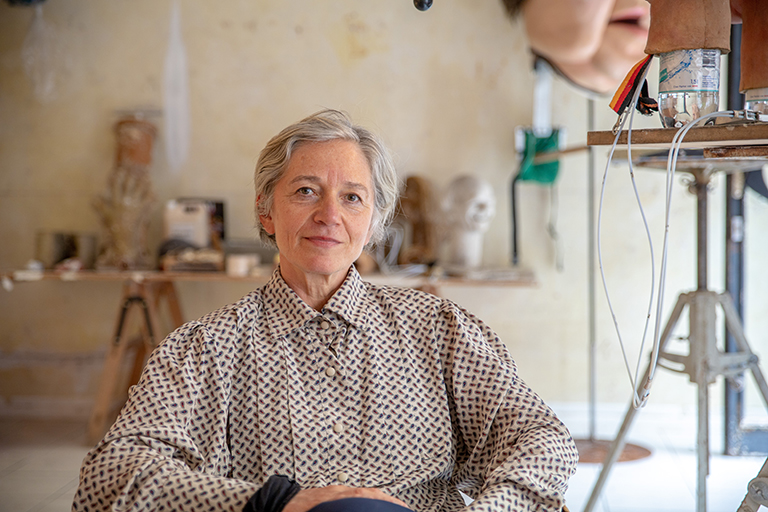
Ute Krafft, 2020

Ute Krafft (* 1963 in Hermannstadt, Rumänien) ist eine deutsche Bildhauerin, Malerin und Karikaturistin. Sie wurde vor allem durch die von ihr entworfenen und gebauten Karikaturen deutscher Politiker und anderer Prominenter bekannt, die sie seit Ende der 1980er Jahre für die Fernsehserie „Hurra Deutschland“ anfertigte. Für die Fußball-Weltmeisterschaft 2006 entwarf sie den sprechenden Fußball Pille, den der Löwe Goleo als Maskottchen für die WM in der Hand hielt.

## Leben
Ute Krafft wuchs als Tochter eines evangelischen Pfarrers und einer Landärztin in dem Ort Dacia (Stein) im rumänischen Siebenbürgen auf. 1978 reiste ihr Vater zur Beerdigung ihres Großvaters nach Westdeutschland und blieb dort. 1980 übersiedelte Ute Krafft im Rahmen des rumänisch-deutschen Abkommens zur Familienzusammenführung gemeinsam mit ihrer Mutter und den zwei Geschwistern als Spätaussiedler in die Bundesrepublik Deutschland.
Nach dem Abitur begann sie an der Fachhochschule in Mönchengladbach Textil- und Bekleidungstechnik zu studieren. Ein Jahr später wechselte sie nach Köln in die Fachhochschule am Ubierring (heute TH Köln Campus Südstadt), wo sie bei Karl Marx Malerei und bei Hans Karl Burgeff Bildhauerei studierte.
Ute Krafft lebt und arbeitet nahe dem Kölner Rudolfplatz.

## Werke

### Fernsehen

#### „Hurra Deutschland“
Im Herbst 1988 gründeten Stefan Lichter, Andreas Lichter und Alfred Biolek in Köln die Puppenproduktionsfirma „GUM Gesellschaft für Unterhaltung und für moderne Medien mbH“ (GUM GmbH). Von 1989 bis 1991 produzierten sie im Auftrag des WDR die Satireserie „Hurra Deutschland“, inspiriert von der britischen Serie Spitting Image. Die Serie wurde in der ARD ausgestrahlt. Ute Krafft entwarf als Chefbildhauerin die Klappmaul-Puppen.
Seit 2021 befindet sich ein Teil der Puppen der Serie Hurra Deutschland im Haus der Geschichte in Bonn, in dem sie restauriert wurden.

#### „Les Bouffons de la Confédération“
Auch für die Schweizer Satireserie Les Bouffons de la Confédération (2009–2010, DRS) entwarf Ute Krafft alle Puppen.

#### „Drachenfels“
Für die Sitcom „Drachenfels“ (Dragon’s Rock, 2004) entwarf Ute Krafft alle Charaktere. Dabei kam die seinerzeit weltweit neue Computertechnologie Chronomation zum Einsatz, die Puppenbau und Computer Generated Imagery (CGI) miteinander verband.

### Pille – der sprechende Fußball
2004 erhielt Ute Krafft von der FIFA den Auftrag zum Entwurf und Bau des sprechenden Fußballs Pille, der ständiger Begleiter von Goleo VI wurde, dem Maskottchen der Fußball-Weltmeisterschaft 2006. Animiert und gesprochen wurde Pille von Carsten Morar-Haffke.

### Weitere Karikaturen
Für verschiedene Gelegenheiten entwirft und produziert Ute Krafft nach wie vor Puppen als Karikaturen deutscher oder internationaler Prominenter, darunter zum Beispiel die von Angela Merkel und Martin Schulz, die der Bauchredner Kay Scheffel in seinem Programm „Mutti und Schulle“ 2017 präsentierte.

### Aktuelles Projekt
Für ihr aktuelles Projekt Von Händen und Musik reist Ute Krafft quer durch Europa. Dabei formt sie die Hände sehr unterschiedlicher Bands ab und fertigt davon Gipsskulpturen. Während der Abformung entstehen ein Foto und ein Video. Dreidimensionale Skulpturen und zweidimensionale Aufnahmen verbinden sich zu einem Gesamtkunstwerk.
Mittlerweile schuf sie über 1800 Handskulpturen, die bereits mehrfach ausgestellt wurden. Darunter sind viele Bands aus der Independent-, Elektronik-, Punk-, Metal- und Ambient-Musikszene.